# マカルー
マカルー（Makalu, ネパール語: मकालु、中国語: 马卡鲁峰）は、ヒマラヤ山脈にある山。エベレストの東方約22 kmに位置し、標高は8463 mで世界第5位。ネパールと中華人民共和国にまたがり、マカルー・バルン国立公園（Makalu Barun National Park）内にある。その山頂は四角錐状になっており、狭い鞍部を挟んだ北側には別の頂であるチョモロンゾ（7804 m）がある。

## 登頂史

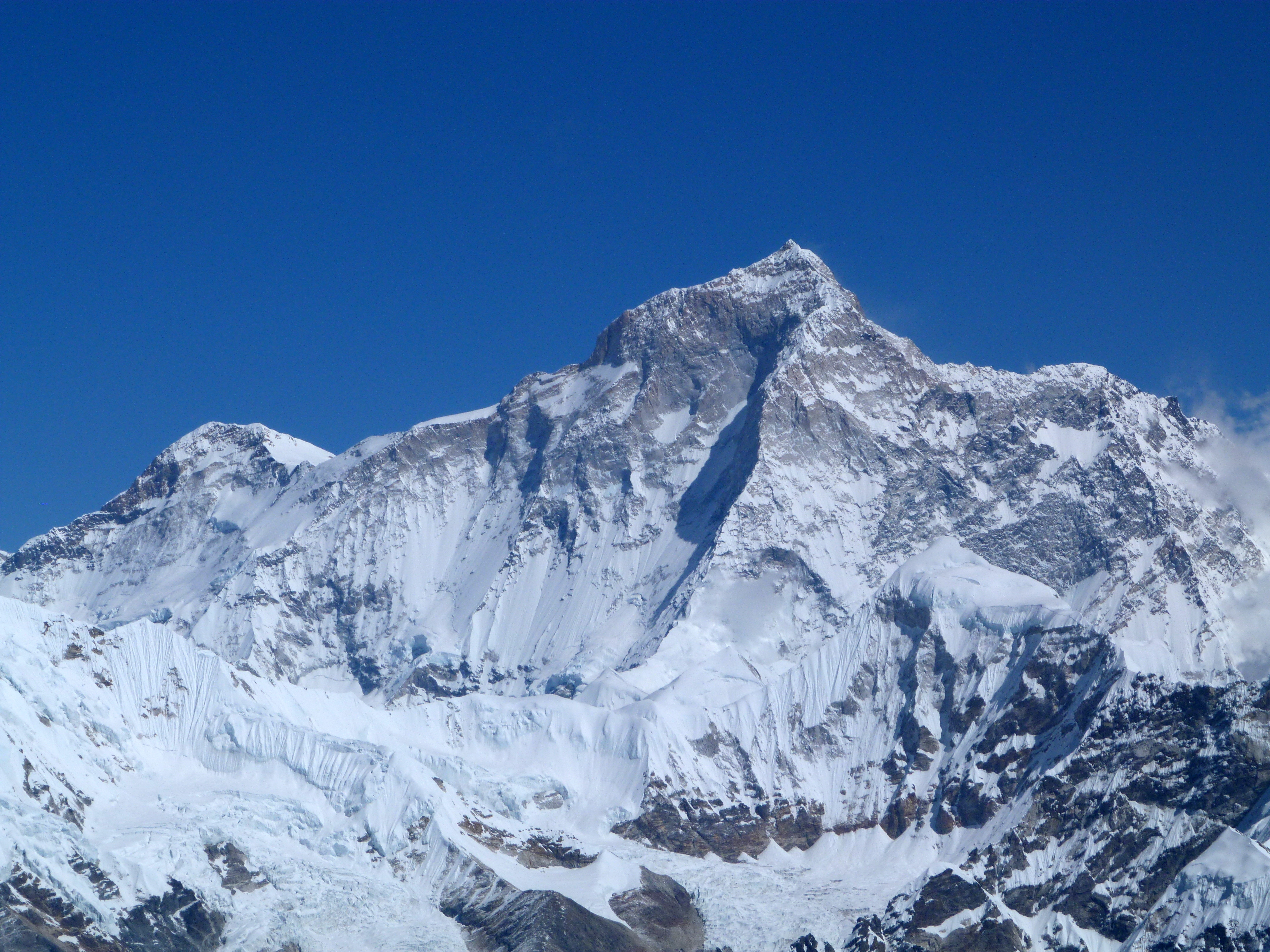
マカルー西壁

マカルーは、急な斜面や切り立った峰などから、世界でも屈指の登りづらい山として知られている。特に西壁は、デスゾーン手前から山頂付近まで部分的にオーバーハングした垂直の岩壁が続くという難しいルートのため、イェジ・ククチカ、山野井泰史、ヴォイテク・クルティカ、マルコ・プレゼリ、スティーブ・ハウスといった一流クライマーの挑戦を退け続けても、いまだ核心部は未踏となっていることから「ヒマラヤ最大の課題」とまでいわれている。
- 1954年春 - マカルー登頂への最初の試みが、アメリカの登山隊によって行われた。彼らは南東からのルートを選択したが、7100 m地点で嵐に遭い失敗に終わっている。同じ年にジャン・フランコ（フランス語版）率いるフランスの登山隊が北東側からのルートで挑戦するが失敗。
- 1955年 - 前年に失敗したフランスが、ジャン・フランコ（フランス語版）隊長の下に再挑戦。5月15日にリオネル・テレイ（フランス語版）とジャン・クジー（フランス語版）の2人が初登頂、翌日はフランコ（フランス語版）隊長とともにギド・マニョーヌ（フランス語版）とサーダーのギャルツェン・ノルブが、翌々日にはジャン・ブーベ、セルジュ・クペ、ピエール・ルルー、アンドレ・ヴィアラと、隊員の8人全員およびサーダーの合わせて9人が登頂するという、当時としては異例の、そして完全なる成功であった。
- 1970年 - 田中元と尾崎祐一が南東稜ルート初登頂。日本山岳会東海支部隊。原真が登攀隊長を務めた。
- 1971年 - ロベール・パラゴ（フランス語版）が率いるフランス隊が切り立った西稜に挑み、ヤニック・セニュール（フランス語版）とベルナール・メレ（フランス語版）の両名が初登攀に成功。
- 1975年10月6日 - スロベニアのマリヤン・マンフレダが無酸素初登頂。
- 1981年 - ポーランド人のイェジ・ククチカが新ルートで単独登頂した。
- 1982年 - 韓国の許永浩が山頂でククチカの残置物を発見し登頂を証明した。
- 1986年 - イタリア人のラインホルト・メスナーが登頂。
- 1991年10月7日 - ベルニナ山岳会隊の石坂工、山野井妙子（旧姓・長尾）が無酸素登頂に成功するも、下山中に嵐に巻き込まれたため、8100 m地点で二日間の露営を余儀なくされ、石坂隊員が凍死、山野井隊員が凍傷により手足合わせて18本の指切断の重傷を負う。
- 1995年 - 日本山岳会隊の竹内洋岳が東稜下部を初登攀。
- 1997年 - ロシア隊のセルゲイ・ボトロフら5人が西壁ルート初登攀。
- 2009年 - シモーネ・モロ（イタリア）とデニス・ウルブゴ（カザフスタン）が冬季初登頂

## 関連文献
- ジャン・フランコ(著)、近藤等(訳)『マカルー：全員登頂』白水社、1956年。
- リオネル・テレイ(著)、横川文雄、大森久雄(訳)『無償の征服者』二見書房、1966年。
- 日本山岳会東海支部マカルー学術遠征隊(編)『遥かなる未踏の尾根：マカルー1970年』茗渓堂、1972年。
- ロベール・パラゴ、ヤニック・セニュール(著)、小野尚俊(訳)『マカルー西稜』山と渓谷社、1975年。

- 谷口ジロー、遠崎史朗（原作）『K (漫画)』双葉社、1993年7月。ISBN 4575933384。
- 『名作写真館 1巻 白川義員(1)「世界百名山」』小学館〈小学館アーカイヴスベスト・ライブラリー〉、2006年2月、20頁。ISBN 4091054013。